# Auriole-i Péter
Auriole-i Péter (latinul: Petrus Aureoli, franciául: Pierre d'Auriole, Pierre Auriol), (Gourdon vidéke, 1280 körül – Avignon, 1322. január 10.) középkori francia filozófus és teológus.
Gourdon vidékéről származott, majd ferences szerzetes, később teológiai tanár lett a Párizsi egyetemen. 1321-ben Aix-en-Provence püspökévé nevezték ki, de már a következő esztendőben elhunyt. Egy Tractatus de principiis című írás és egy Kommentár maradt fenn tőle Petrus Lombardus Szentenciáihoz. Ez utóbbi művében elutasítását fejezte ki Szent Bonaventura, Aquinói Szent Tamás, és Duns Scotus nézeteivel szemben.